# Button Gwinnett
Button Gwinnett (ur. 1735 w Down Hatherley w hrabstwie Gloucestershire), zm. 19 maja 1777 w Savannah) – brytyjsko-amerykański przywódca polityczny, przedstawiciel stanu Georgia na Kongres Kontynentalny, drugi z sygnatariuszy (pierwszy po lewej stronie)  Deklaracji Niepodległości Stanów Zjednoczonych. 

## Życiorys
Button Gwinnett urodził się w Down Hatherley (hrabstwo Gloucestershire) w Anglii, odbył kurs akademicki, był zatrudniony jako kupiec w Bristolu; wyemigrował do Stanów Zjednoczonych i zamieszkał w Charleston w stanie Karolina Południowa, prowadząc handel przeniósł się do Savannah, w stanie Georgia; w 1769 r. zamieszkał St. Catherines Island, w stanie Georgia. Był także tymczasowym prezydentem stanu Georgia w 1777 r. Hrabstwo Gwinnett (obecnie przedmieścia Atlanty) zostało nazwane jego nazwiskiem. Button Gwinnett zginął w pojedynku zabity przez rywala gen. Lachlana McIntosha w okolicy Savannah, w stanie Georgia.